# Angelschnur

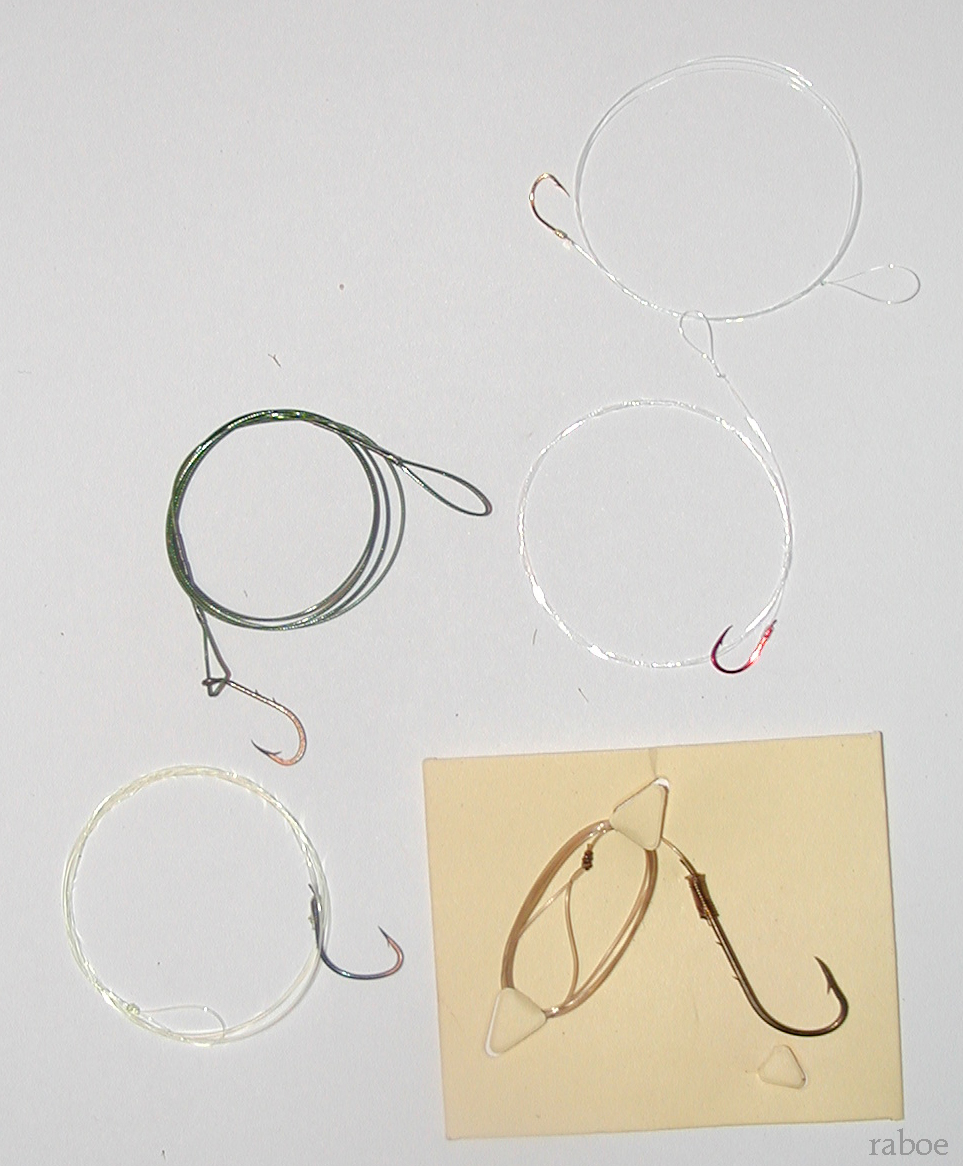
Verschiedene Angelschnüre mit Haken

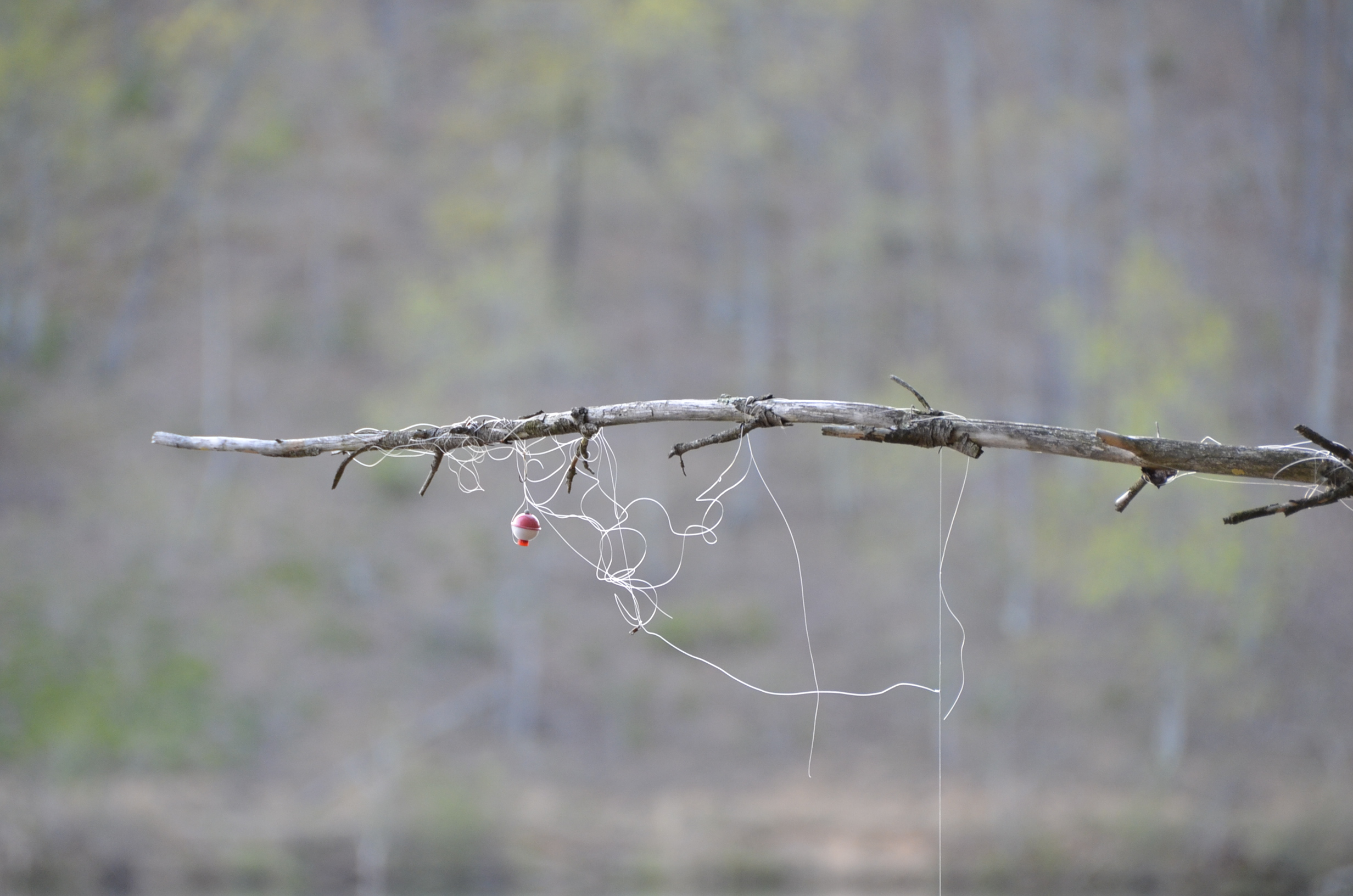
Angelschnur mit Schwimmer

Die Angelschnur (in der Schweiz: Silch, von engl. silk) ist eine dünne, reißfeste Schnur zur Befestigung eines Angelhakens beim Angeln.
Angelschnüre für die Verwendung an Angelruten werden in größeren Längen auf einer Angelrolle vorgehalten, im einfachsten Fall ist die Schnur direkt an der Rute befestigt und kaum länger als die Rute selbst.

## Materialien
Angelschnüre wurden in der Vergangenheit oft aus natürlichen Materialien hergestellt: Seide, Baumwolle, Sehnen etc. Diese Materialien sind allerdings anfällig gegenüber Fäulnis und Verderb, so dass heute fast ausschließlich Kunststoffe verwendet werden.

## Arten
Eine häufige Unterscheidung ist in der Anzahl der Fasern.
Monofile Schnüre sind einfädig und bestehen vorwiegend aus Nylon.
Sie sind im Wasser fast unsichtbar, nehmen im Vergleich zu mehrfaserigen Schnüren kaum Wasser auf und können unter üblichen Bedingungen weder verrotten noch faulen. Sie sind dehnungselastisch, das hat den Vorteil, dass Reaktionen und Bewegungen des gefangenen Fisches „abgefedert“ werden, aber im Umkehrschluss auch den Nachteil, dass manchen Fischern der direkte Kontakt zu Fanggerät und Fisch fehlt.
Geflochtene Schnüre
bestehen aus einer Vielzahl von Fasern, die miteinander verflochten sind. Hauptmaterialien sind hier Dyneema, Spectra, Kevlar. Sie sind ebenfalls verrottungsicher, nehmen aber so viel Wasser auf, dass sie bei tiefen Temperaturen gefrieren können. Dem kann mit einer Imprägnierung entgegengewirkt werden. Sie gelten als nicht dehnungselastisch. Die Reißfestigkeit ist im Allgemeinen höher als bei monofilen Schnüren gleichen Durchmessers.
Daneben gibt es Fliegenschnüre für die Fliegenfischerei mit künstlichem Köder.
Das Angebot und die Ausführung dieser Schnüre ist sehr groß: Sie stellen eine eigene und besondere Gattung dar.
Alle Angelschnüre können nach den Wünschen des Fischers und in Abhängigkeit vom Einsatz verschiedenartig eingefärbt sein, um im Fanggebiet unauffällig zu wirken.
Angelschnüre aus Kunstfasern sind sehr glatt, wodurch Knoten sich leicht lösen. Daher sind spezielle Angelknoten erforderlich, die die Reibung erhöhen, damit die Knoten halten.